# Annalisa Insardà
Annalisa Insardà (Polistena, 13 ottobre 1978) è un'attrice italiana.

## Biografia
Quarta di quattro figli, Annalisa trascorre l'infanzia e l'adolescenza nel suo comune: Laureana di Borrello in provincia di Reggio Calabria;
Nel tempo libero gioca a calcio, sport che ha praticato a livello agonistico in passato.
Raggiunge il diploma di attrice nel 1999 presso l'Accademia d'arte drammatica della Calabria di Palmi.
Successivamente si perfeziona con vari laboratori in improvvisazione, canto, movimento scenico, alcuni dei quali frequentati all'estero nelle accademie di Varsavia e Amsterdam. È stata allieva tra gli altri di Alejandra Manini, Franco Però, Paolo Giuranna, Gianni Diotajuti, Claudio Puglisi, Edoardo Siravo, Daniela Bonch.
Nel giugno 2015 ha fatto parte delle inviate de Il Verificatore,  trasmissione-inchiesta della seconda serata del giovedì di Rai 2.

## Teatrografia

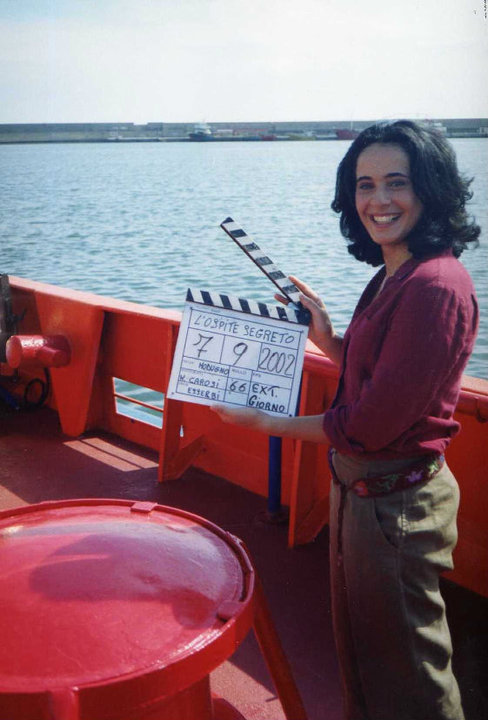
Annalisa Insardà nel 2002

- La disputa, regia di Alejandra Manini (1997)
- L'opera da tre soldi, regia di Stefano Marcucci (1998)
- Electra, regia di A. Melchionda (1998)
- Anfitrione, di Plauto, regia di E. Salonia (1998)
- Le troiane, regia di Paolo Giuranna (1998)
- Elena o la gioia di vivere, regia di Massimo Mollica (2000)
- Sogno di una notte di mezza estate, regia di Franco Però (2002)
- Le Eumenidi, regia di Antonio Calenda (2003)
- La barca dei comici, regia di Franco Però (2003)
- Medea, di Euripide, regia di Peter Stein (2004)
- Donne in assemblea, supervisione artistica di Peter Stein (2004)
- When Love Speaks, di William Shakespeare, regia di Manuel Giliberti (2005)
- Sette contro Tebe, di Eschilo, regia di Jean Pierre Vincent (2005)[1]
- Don Giovanni, di Mozart, regia di Franco Ricci (2006)
- Viaggio vuol dire mare, di autori contemporanei, regia di Manuel Giliberti (2006)
- Lasciami stare, regia di Manuel Giliberti (2006)
- Edipo e la sfinge, regia di Manuel Giliberti (2007)
- Didone, regia di Manuel Giliberti (2008)
- Gaber... scik come me!, testi di Gaber e Luporini (2012)
- Reality Shock, di e con Annalisa Insardà (2013)
- Matrimoni ed altri effetti collaterali, di Ivan Campillo, regia di Manuel Giliberti (2016)
- Medea, di Antonio Tarantino (2017)
- Manipolazione indolore, di  Annalisa Insardà (2019)
- Novantanovesimo cancello, di  Enza Tomaselli (2020)

## Filmografia

### Cinema
- L'ospite segreto, regia di Paolo Modugno (2003)
- Lettere dalla Sicilia, regia di Manuel Giliberti (2006)
- È tempo di cambiare, regia di Fernando Muraca (2008)[2]
- Pochi giorni per capire, regia di Carlo Fusco (2009)
- Alberi al vento, regia di Luca Fortino (2011)
- Piacere io sono Piero, regia di Enzo Carone (2011)
- Tienimi stretto, regia di Luca Fortino (2011)
- Invidia,  regia di Robert Gilbert (2011)
- Primula rossa, regia di Franco Jannuzzi (2017)
- Chi ha ucciso Giovannino Lo Sardo?, regia di Giulia Zanfino (2021)
- La festa del ritorno, di Lorenzo Adorisio (2022)
- Come le tartarughe, regia di Monica Dugo (2023)
- Il migliore dei mali, di Violetta Rovetto (2023)

### Televisione
- Ricominciare - Soap opera (2000)
- Vivere - Soap opera (2002)
- Carabinieri 6 - serie TV (2006)

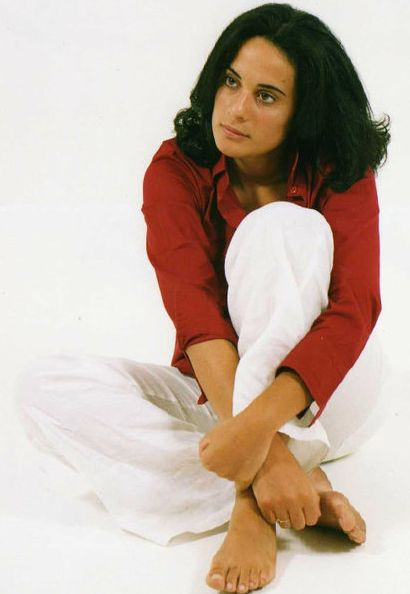
Annalisa Insardà

- Un caso di coscienza - serie TV, episodio 3x03 (2008)
- Un dono per la vita, regia di Enzo Carone (2014)
- Questo è il mio paese, regia di Michele Soavi (2015)
- Lea, regia di Marco Tullio Giordana (2015)
- Sottomessa, regia di Kassim Yassin Salen (2016)
- L'ultimo sole della notte, regia di Matteo Scarfò (2016) ..Android
- I nostri figli regia di Andrea Porporati(2018) ..Lorenza Carbone
- 1994, serie TV - episodio 3x02 (2019)
- Come una madre, regia di Andrea Porporati - miniserie TV, episodio 6 (2020)
- Doc - Nelle tue mani, regia di Giacomo Martelli - serie TV, episodio 11 Ragioni e conseguenze: Milena Bianchi (2022)
- Le indagini di Lolita Lobosco, regia di Luca Miniero - serie TV, episodio Lo scammaro avvelenato 2x02 (2023)
- Imma Tataranni - Sostituto procuratore , regia di Kiko Rosati - serie TV, epis. Liberaci dal male 3x02  (2023)